# Hans Fleischer (Komponist)
Hans Fleischer (* 10. November 1896 in Wiesbaden; † 20. Februar 1981 in Bayreuth) war ein deutscher Komponist.

## Leben
Fleischer absolvierte das humanistische Gymnasium in Wiesbaden und wurde anschließend zum Kriegsdienst eingezogen. Nach Ende des Ersten Weltkriegs im Jahr 1918 studierte er bis 1921 Komposition bei Professor Carl Kittel in Bayreuth, was er zwar 1913 bereits angefangen hatte, wegen des Krieges aber unterbrechen musste. Fleischer arbeitete fortan als Komponist und Pianist in Wiesbaden, ließ sich aber bald auch weiter unterrichten, diesmal bei Johanna Senfter in Oppenheim. Er trat bereits zum 1. August 1931 der NSDAP (Mitgliedsnummer 624.415) und im selben Jahr auch dem Kampfbund für Deutsche Kultur bei. Im Jahr 1941 wurde er Leiter der musiktheoretischen Ausbildungsklassen der Landesmusikschule Luxemburg, kurz darauf auch stellvertretender Direktor der Schule. Diesen Posten ließ er ab 1945 sein und arbeitete freischaffend wieder in Bayreuth. Die restlichen Jahre seines Lebens blieb er mit seiner Frau Else, geborene Matthieu, in seinem Haus leben, wo er 1981 starb.

## Ehren
Fleischer bekam 1956 die Jean-Paul-Medaille in Silber verliehen, im Jahr 1976 bekam er den Kulturpreis der Stadt Bayreuth verliehen. Seine Manuskripte wurden nach seinem Tod im Archiv Bayreuths aufbewahrt.